# Cuernavaca
Cuernavaca je hlavní a největší město státu Morelos. K roku 2020 ve městě žilo 341 029 obyvatel. Metropolitní oblast města však čítá přes 1 milion obyvatel. Leží několik desítek kilometrů jižně od Mexico City. Společně s městem Chalcatzingo je s nejvyšší pravděpodobností místem vzniku mezoamerické civilizace.